# Ameiurus serracanthus
Ameiurus serracanthus är en fiskart som först beskrevs av Yerger och Relyea, 1968.  Ameiurus serracanthus ingår i släktet Ameiurus och familjen Ictaluridae. Inga underarter finns listade i Catalogue of Life.

## Bildgalleri

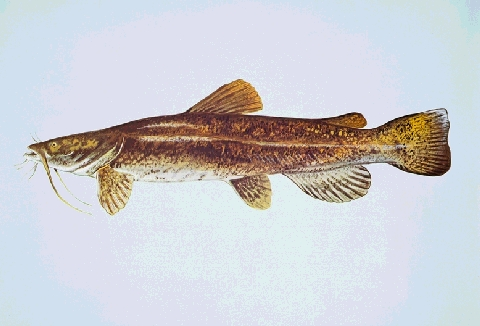